# Castell de Riudovelles
El Castell de Riudovelles és un castell del poble de Riudovelles, al municipi de Tàrrega (Urgell), declarat bé cultural d'interès nacional.

## Descripció
Del castell situat al capdamunt del turó on s'assenta el poble, tan sols es conserven restes de parets, reaprofitades en construccions posteriors adossades a aquest. Tancant el poble, al costat del portal d'entrada, es pot veure una paret de carreus ben escairats que pertany al castell original; també es conserva una volta rebaixada de pedra. El que seria la façana principal de l'immoble està totalment modificada i convertida en casa pairal del segle xviii.

## Història
El castell de Riudovelles apareix esmentat per primera vegada el 1099 a l'acta de consagració de l'església de Guissona. Entre els segles xii i xiv va pertànyer als templers.